# Jacques Rizzo
Jacques C. Rizzo is een Amerikaans componist, muziekpedagoog en dirigent. 

## Levensloop
Rizzo studeerde onder andere aan de Universiteit van New York en promoveerde aldaar tot Ph.D. (Philosophiæ Doctor). Hij werkte als docent en supervisor voor schone kunsten aan "Wayne Township Public Schools" in Wayne (New Jersey). In de regio van Wayne dirigeerde hij ook verschillende koren en harmonieorkesten. Later werkte hij als consulent voor de "New Jersey Council on the Arts". Tegenwoordig is hij docent aan de William Paterson University in Wayne (New Jersey). 
Daarnaast werkt hij als freelance componist. Naast werken voor harmonieorkesten en koren schrijft hij liedboeken voor scholen en pedagogische literatuur.

## Composities

### Werken voor harmonieorkest
- 1974 Rockin’ on the roof
- 1977 Chinatown shuffle
- 1979 Smile : from Charles Chaplin's "Modern times"
- 1980 Michelina
- 1981 Troika : Ukrainian sleighing song
- 1981 A little Travelin
- 1987 Get it On
- 2002 We Wish You a Merry Christmas
- American Suite
- Chanukah Triptych
- Christmas Crystals
  1. Bring A Torch, Jeanette, Isabella
  2. The Sleep Of The Holy Child
  3. Sing We Now Of Christmas
- La Bamboozle
- The Flea

### Werken voor koren
- Beautiful Dreamer, voor vijfstemmig gemengd koor
- Cherokee - Indian Love Song, voor gemengd koor
- Comedy Tonight From A Funny Thing Happened On The Way To The Forum, voor gemengd koor
- "Keep on truckin'"

## Publicaties
- Reading Jazz: The New Method for Learning to Read Written Jazz Music (Trombone), Alfred Publishing, 1997, 76 p., ISBN 978-0-769-23019-1